# Badi Assad

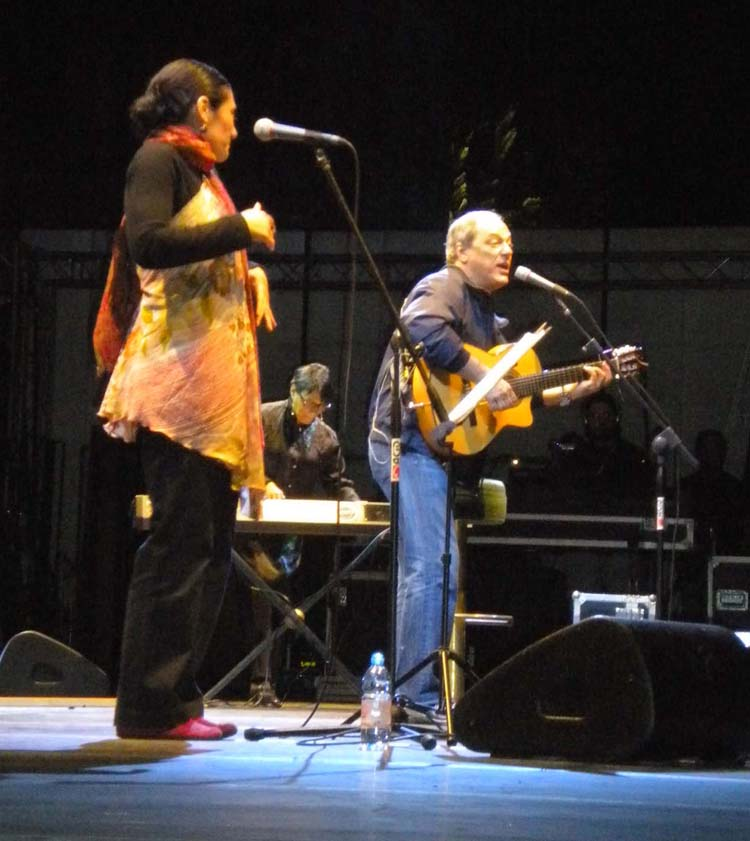
Badi Assad, en duo avec Toquinho (Cremone, Italie, 5 août 2010).

Mariângela Assad Simão, connue sous le nom de scène de Badi Assad, (née le 23 décembre 1966 à São João da Boa Vista dans l'État de São Paulo au Brésil) est une auteure-compositrice, guitariste et chanteuse brésilienne.

## Biographie
Née à São João da Boa Vista le 23 décembre 1966, Badi Assad a deux frères plus âgés, Sérgio et Odair Assad qui forment le Duo Assad. Elle commence encore enfant à jouer sur un petit clavier et, à 14 ans, elle apprend la guitare.
Elle est diplômée à Rio de Janeiro. Elle remporte en 1984 le concours Concurso Jovens Instrumentistas et à partir de cette époque, elle commence à étudier et découvrir les possibilités offertes par l'alliance de sa voix avec les mouvements de son propre corps (langue, pieds, mains).
Sa carrière internationale débute en 1994, lorsqu'elle enregistre le disque Solo chez Chesky Records, et l'année suivante le disque Rhythms, qui obtient reconnaissance dans le monde de la guitare.
À la fin des années 1990, arrivent les disques Echoes of Brazil (1997) et Chameleon (Verve, 1999), bien accueillis par la critique internationale.
Au Brésil, Verde (Universal, 2004) et l'excellent Wonderland (Universal, 2006), avec la participation spéciale, entre autres, de Seu Jorge.
Utiliser la voix en harmonie avec les mouvements de son corps est une technique qui lui vaut de grands succès.

### Discographie
- 1989 : Dança dos tons, Independente LP
- 1994 : Solo, Chesky Records CD
- 1995 : Rhythms, Chesky, Records CD
- 1997 : Echoes of Brazil, Chesky Records CD
- 1998 : Chameleon, i.e.music/PolyGram CD
- 2003 : Nowhere, INDEPENDENTE CD
- 2003 : Three guitars, Chesky Records CD
- 2003 : Dança das Ondas, GHA  CD
- 2004 : Verde, eDGe music/Universal CD
- 2006 : Wonderland, eDGe music/Universal CD
- 2012 : Amor e Outras Manias Crônicas, YB Music CD